# Texananus denticulus
Texananus denticulus är en insektsart som beskrevs av Henry Fairfield Osborn och Amy Lathrop 1923. Texananus denticulus ingår i släktet Texananus och familjen dvärgstritar. Inga underarter finns listade i Catalogue of Life.